# Sant Mateu de Bages
Sant Mateu de Bages är en kommun i Spanien.   Den ligger i provinsen Província de Barcelona och regionen Katalonien, i den östra delen av landet, 500 km öster om huvudstaden Madrid. Antalet invånare är 643. Arean är 103 kvadratkilometer. Sant Mateu de Bages gränsar till Cardona, Navàs, Súria, Callús, Sant Joan de Vilatorrada, Fonollosa, Aguilar de Segarra, Sant Pere Sallavinera, La Molsosa och Pinós. 
Terrängen i Sant Mateu de Bages är lite kuperad.